# Paul Lavender
Paul Lavender is een Amerikaanse componist, muziekpedagoog en arrangeur.

## Levensloop
Lavender studeerde muziektheorie en compositie aan de Central Michigan University in Mount Pleasant, en behaalde aldaar zowel zijn Bachelor of Music als zijn Master of Music. Aan dit instituut doceerde hij ook muziektheorie, prima vista zang en gehoortraining. In deze periode begon hij ook met zijn eerste arrangementen voor de Central Michigan University Marching Band, toen onder leiding van Norman Dietz en Jack Saunders. In 1980 werd hij arrangeur en medewerker bij de muziekuitgeverij "Jenson Publications". In 1989 ging hij zich in dezelfde functie naar de muziekuitgeverij "Hal Leonard Corporation".
Naast talrijke bewerkingen van klassieke muziek voor blaasorkesten (onder anderen: Symphonic Dances from "West Side Story" van Leonard Bernstein en Beethoven's Ninth van Ludwig van Beethoven) schreef hij ook eigen composities voor deze orkestvorm alsook kamermuziek en pedagogische werken. 

## Composities

### Werken voor harmonieorkest
- 1986 Battle of the Network Superhits
- 1987 Prime Time Tonight
- 1988 Dance of the Witches
- 1988 Recorded by Whitney
  1. So emotional
  2. Saving all my love for you
  3. Where do broken hearts go
- 1991 Marches of America - Collection for Marching Band
- 1991 Fanfare and Hymn of Celebration
- 1993 El Lobo
- 1996 Five Olympic Fanfares
  1. Summon the Heroes - (John Williams)
  2. Olympic Fanfare and Theme - (John Williams)
  3. The Olympic Spirit - (John Williams)
  4. March of the Olympians - (Tommy Walker en Robert Linn
  5. Bugler's Dream (Olympic Fanfare) -(Leo Arnaud)
- 2003 Freedom's Road
- 2004 A Tribute to John Williams
- John Williams in Concert
- Kartoon Kaleidosope
- Rock Spots
- Selections from "Home Alone" by John Williams

### Werken voor jazzensemble
- 1987 Swing Classics for Jazz Ensemble

### Werken voor slagwerk
- 2000 Disney Solos for Mallet Percussion, voor slagwerkensembles